# Pepalang
Pepalang is een bestuurslaag in het regentschap Aceh Tengah van de provincie Atjeh, Indonesië. Pepalang telt 452 inwoners (volkstelling 2010).